# Aeroporto di Costantina-Mohamed Boudiaf
L'Aeroporto di Costantina-Mohamed Boudiaf (IATA: CZL, ICAO: DABC) (in araba: مطار محمد بوضياف الدولي), definito come internazionale dalla Service d'Information Aéronautique, è un aeroporto algerino situato nell'estrema parte settentrionale del Paese a 9 km a sud est dell'abitato di Costantina, capoluogo della provincia.
La struttura è dotata di una pista di conglomerato bituminoso lunga 3000 m e larga 45 m, l'altitudine è di 706 m, l'orientamento della pista è 16/34 ed è aperta al traffico commerciale 24 ore al giorno.
La struttura è intitolata a Mohamed Boudiaf, (1919-1992), presidente dell'Algeria nel 1992.